# بوداک یلو
«بوداک یلو» (انگلیسی: Bodak Yellow) نخستین تک‌آهنگ از رپر آمریکایی کاردی بی است. این ترانه در ۱۶ ژوئن ۲۰۱۷ توسط آتلانتیک رکوردز به عنوان تک‌آهنگ آغازین نخستین آلبوم استودیویی کاردی بی با عنوان تعرض به حریم خصوصی (۲۰۱۸) منتشر شد.
«بوداک یلو» مورد تحسین منتقدان قرار گرفت. این تک‌آهنگ برای سه هفته متوالی در صدر جدول ۱۰۰ تک‌آهنگ داغ بیلبورد قرار گرفت و باعث شد که کاردی بی پس از «Doo Wop (That Thing)» از لارین هیل در سال ۱۹۹۸، به عنوان دومین رپر زن که با تک‌آهنگ انفرادی به شماره یک می‌رسد، تبدیل شود. موزیک ویدئوی همراه با ترانه در دبی ضبط شد. این ترانه توسط انجمن صنعت ضبط موسیقی ایالات متحده آمریکا (RIAA) گواهی‌نامه پلاتین چندتایی دریافت کرد و به عنوان بالاترین گواهینامه تک‌آهنگ توسط یک خواننده رپ زن شناخته شد. «بوداک یلو» توسط بسیاری از منتقدان موسیقی از واشینگتن پست و پیچفورک به عنوان بهترین ترانه سال ۲۰۱۷ انتخاب شد و همچنین توسط بسیاری از نشریات به عنوان یکی از ترانه‌های تعریف کننده دهه ۲۰۱۰ معرفی شد.
«بوداک یلو» در شصتمین مراسم جایزه گرمی نامزدی بهترین عملکرد رپ و بهترین ترانه رپ را دریافت کرد. این ترانه برنده تک‌آهنگ سال از جوایز بت هیپ هاپ ۲۰۱۷ و ترانه رپ/هیپ هاپ برگزیده از جوایز موسیقی آمریکا ۲۰۱۸ شد.